# Tour de Langkawi 2009
Il Tour de Langkawi 2009, quattordicesima edizione della corsa, si svolse dal 9 al 15 febbraio su un percorso di 1032 km ripartiti in 7 tappe. Fu vinto dal colombiano José Serpa della Serramenti PVC Diquigiovanni-Androni Giocattoli davanti all'australiano Jai Crawford e al venezuelano Jackson Rodríguez.

## Tappe
| Tappa  | Data        | Percorso                          | km    | Vincitore di tappa | Leader cl. generale |
| ------ | ----------- | --------------------------------- | ----- | ------------------ | ------------------- |
| 1ª     | 9 febbraio  | Putrajaya > Senawang              | 133,8 | Mattia Gavazzi     | Mattia Gavazzi      |
| 2ª     | 10 febbraio | Senawang > Melaka                 | 160,9 | Mattia Gavazzi     | Mattia Gavazzi      |
| 3ª     | 11 febbraio | Melaka > Melaka                   | 186   | Mattia Gavazzi     | Mattia Gavazzi      |
| 4ª     | 12 febbraio | Melaka > Bangi                    | 221   | Samai Samai        | Mattia Gavazzi      |
| 5ª     | 13 febbraio | Petaling Jaya > Genting Highlands | 102   | José Serpa         | José Serpa          |
| 6ª     | 14 febbraio | Batang Kali > Shah Alam           | 147,6 | Mattia Gavazzi     | José Serpa          |
| 7ª     | 15 febbraio | Kuala Lumpur > Kuala Lumpur       | 80,4  | Yohann Gène        | José Serpa          |
| Totale | Totale      | Totale                            | 1032  |                    |                     |

## Dettagli delle tappe

### 1ª tappa
- 9 febbraio: Putrajaya > Senawang – 133,8 km

| Pos. | Corridore      | Squadra       | Tempo    |
| ---- | -------------- | ------------- | -------- |
| 1    | Mattia Gavazzi | Diquigiovanni | 3h06'42" |
| 2    | Chris Sutton   | Garmin        | s.t.     |
| 3    | Nolan Hoffmann | Stegcomputer  | s.t.     |

| Pos. | Corridore       | Squadra       | Tempo    |
| ---- | --------------- | ------------- | -------- |
| 1    | Mattia Gavazzi  | Diquigiovanni | 3h06'32" |
| 2    | Dmitrij Gruzdev |               | a 3"     |
| 3    | Chris Sutton    | Garmin        | a 4"     |

### 2ª tappa
- 10 febbraio: Senawang > Melaka – 160,9 km

| Pos. | Corridore      | Squadra       | Tempo    |
| ---- | -------------- | ------------- | -------- |
| 1    | Mattia Gavazzi | Diquigiovanni | 3h42'13" |
| 2    | Nolan Hoffmann | Stegcomputer  | s.t.     |
| 3    | Aurélien Clerc | AG2R          | s.t.     |

| Pos. | Corridore          | Squadra       | Tempo    |
| ---- | ------------------ | ------------- | -------- |
| 1    | Mattia Gavazzi     | Diquigiovanni | 6h48'35" |
| 2    | Nolan Hoffmann     | Stegcomputer  | a 10"    |
| 3    | Alexandr Pliuschin | AG2R          | a 11"    |

### 3ª tappa
- 11 febbraio: Melaka > Melaka – 186 km

| Pos. | Corridore      | Squadra       | Tempo    |
| ---- | -------------- | ------------- | -------- |
| 1    | Mattia Gavazzi | Diquigiovanni | 4h33'29" |
| 2    | Chris Sutton   | Garmin        | s.t.     |
| 3    | Aurélien Clerc | AG2R          | s.t.     |

| Pos. | Corridore      | Squadra       | Tempo     |
| ---- | -------------- | ------------- | --------- |
| 1    | Mattia Gavazzi | Diquigiovanni | 11h21'54" |
| 2    | Chris Sutton   | Garmin        | a 18"     |
| 3    | Nolan Hoffmann | Stegcomputer  | a 20"     |

### 4ª tappa
- 12 febbraio: Melaka > Bangi – 221 km

| Pos. | Corridore      | Squadra       | Tempo    |
| ---- | -------------- | ------------- | -------- |
| 1    | Samai Samai    | Letua         | 5h15'09" |
| 2    | Mattia Gavazzi | Diquigiovanni | s.t.     |
| 3    | Nolan Hoffmann | Stegcomputer  | s.t.     |

| Pos. | Corridore      | Squadra       | Tempo     |
| ---- | -------------- | ------------- | --------- |
| 1    | Mattia Gavazzi | Diquigiovanni | 16h36'54" |
| 2    | Nolan Hoffmann | Stegcomputer  | a 23"     |
| 3    | Chris Sutton   | Garmin        | a 27"     |

### 5ª tappa
- 13 febbraio: Petaling Jaya > Genting Highlands – 102 km

| Pos. | Corridore         | Squadra       | Tempo    |
| ---- | ----------------- | ------------- | -------- |
| 1    | José Serpa        | Diquigiovanni | 2h58'56" |
| 2    | Jai Crawford      | Sav. & Loans  | a 23"    |
| 3    | Jackson Rodríguez | Diquigiovanni | a 41"    |

| Pos. | Corridore         | Squadra       | Tempo     |
| ---- | ----------------- | ------------- | --------- |
| 1    | José Serpa        | Diquigiovanni | 19h36'19" |
| 2    | Jai Crawford      | Sav. & Loans  | a 27"     |
| 3    | Jackson Rodríguez | Diquigiovanni | a 47"     |

### 6ª tappa
- 14 febbraio: Batang Kali > Shah Alam – 147,6 km

| Pos. | Corridore      | Squadra       | Tempo    |
| ---- | -------------- | ------------- | -------- |
| 1    | Mattia Gavazzi | Diquigiovanni | 3h07'33" |
| 2    | Aurélien Clerc | AG2R          | s.t.     |
| 3    | Chris Sutton   | Garmin        | s.t.     |

| Pos. | Corridore         | Squadra       | Tempo     |
| ---- | ----------------- | ------------- | --------- |
| 1    | José Serpa        | Diquigiovanni | 22h43'52" |
| 2    | Jai Crawford      | Sav. & Loans  | a 27"     |
| 3    | Jackson Rodríguez | Diquigiovanni | a 47"     |

### 7ª tappa
- 15 febbraio: Kuala Lumpur > Kuala Lumpur – 80,4 km

| Pos. | Corridore           | Squadra       | Tempo    |
| ---- | ------------------- | ------------- | -------- |
| 1    | Yohann Gène         | Bouygues      | 1h38'20" |
| 2    | Guillermo Bongiorno | CSF Group     | s.t.     |
| 3    | Mattia Gavazzi      | Diquigiovanni | s.t.     |

| Pos. | Corridore         | Squadra       | Tempo     |
| ---- | ----------------- | ------------- | --------- |
| 1    | José Serpa        | Diquigiovanni | 24h22'12" |
| 2    | Jai Crawford      | Sav. & Loans  | a 27"     |
| 3    | Jackson Rodríguez | Diquigiovanni | a 47"     |

## Classifiche finali

### Classifica generale
| Pos. | Corridore                  | Squadra                                         | Tempo     |
| ---- | -------------------------- | ----------------------------------------------- | --------- |
| 1    | José Serpa                 | Serramenti PVC Diquigiovanni-Androni Giocattoli | 24h22'12" |
| 2    | Jai Crawford               | Savings & Loans Cycling Team                    | a 27"     |
| 3    | Jackson Rodríguez          | Serramenti PVC Diquigiovanni-Androni Giocattoli | a 47"     |
| 4    | Fredrik Kessiakoff         | Fuji-Servetto                                   | a 54"     |
| 5    | Johann Tschopp             | Bouygues Télécom                                | a 1'22"   |
| 6    | Jacques Janse van Rensburg | Trek-Marco Polo Cycling Team                    | a 2'29"   |
| 7    | Tonton Susanto             | Letua Cycling Team                              | a 2'44"   |
| 8    | Lucas Euser                | Garmin-Slipstream                               | a 3'16"   |
| 9    | José Ángel Gómez Marchante | Cervélo TestTeam                                | a 3'37"   |
| 10   | Richie Porte               | Praties                                         | a 3'44"   |